# Чемпионат России по боевому самбо 2010
Чемпионат России по боевому самбо 2010 года проходил в городе Краснокамске с 19 по 22 февраля.

## Медалисты
| Весовая категория | Золото                                     | Серебро                                 | Бронза                                                                       |
| ----------------- | ------------------------------------------ | --------------------------------------- | ---------------------------------------------------------------------------- |
| до 52 кг          | Анатолий Стишак Санкт-Петербург            | Амыр Бакрасов Алтайский край            | Максим Беляев Москва Владимир Сульянов Алтайский край                        |
| до 57 кг          | Али Багаутинов Москва                      | Евгений Юрченко Пермский край           | Жаргал Осохеев Бурятия Александр Нестеров Нижегородская область              |
| до 62 кг          | Михаил Паньков Пермский край               | Расул Мирзаев Москва                    | Иван Давиденко Санкт-Петербург Вадим Бусеев Бурятия                          |
| до 68 кг          | Алексей Ефименко Нижегородская область     | Руслан Гасанханов Дагестан              | Рашад Мурадов Карелия Мурад Мачаев Москва                                    |
| до 74 кг          | Баир Омоктуев Бурятия                      | Венер Галиев Башкортостан               | Шейх-Магомед Арапханов Москва Арсен Темирханов Свердловская область          |
| до 82 кг          | Мурад Керимов Дагестан                     | Александр Жуков Санкт-Петербург         | Дамба Раднаев Бурятия Алексей Иванов Москва                                  |
| до 90 кг          | Вячеслав Василевский Нижегородская область | Евгений Авдеев Пермский край            | Султан Алиев Дагестан Игорь Савельев Нижегородская область                   |
| до 100 кг         | Ислам Абазов Адыгея                        | Максим Футин Нижегородская область      | Сергей Филимонов Санкт-Петербург Марат Алиасхабов Нижегородская область      |
| свыше 100 кг      | Александр Емельяненко Санкт-Петербург      | Кирилл Сидельников Белгородская область | Алексей Князев Забайкальский край Дмитрий Заболотный Калининградская область |

## Командный зачёт

### Округа
1. Приволжский федеральный округ;
2. Уральский федеральный округ;
3. Москва.